# Дезе, Луи Шарль Антуан
Луи Шарль Антуан Дезе (фр. Louis Charles Antoine Desaix; 1768—1800) — французский генерал, участник Египетского похода Бонапарта, герой сражения при Маренго.

## Биография
Луи Шарль Антуан Дезе родился 17 августа 1768 года и в 1783 году, окончив военную школу, поступил на службу младшим лейтенантом в Бретонский пехотный полк. В 1791 году он покинул Бретонский полк, поскольку был назначен военным комиссаром в Клермон-Ферране. В 1792 году большая часть его семьи эмигрировала, напуганная революцией. Он отказывается следовать за ней и отправляется служить против коалиционных сил в Рейнской армии. Там он был назначен адъютантом генерала де Брольи.
Сочувствуя идеям революции, Дезе был против её крайностей и, когда было принято решение лишить Людовика XVI престола, высказался вместе с Брольи против такой меры; их протест стал известен правительству, и они оба были отстранены от должностей, причём Дезе был даже арестован и просидел в тюрьме около двух месяцев.
Освобождённый по ходатайству генерала де Кюстина, он вернулся в Рейнскую армию и после целого ряда отличий за дело у Виссембурга 26 лет от роду был произведён в дивизионные генералы, став самым молодым генералом французской армии. Тем не менее, Дезе считали роялистом и боялись. К тому же он открыто возмущался казнью Кюстина и насилиями якобинцев над его матерью и сестрой, заключенными в тюрьму. Несмотря на самые лестные отзывы о Дезе генерала Пишегрю и одного из лидеров якобинцев Сен-Жюста, Национальный конвент снова распорядился об его аресте, но когда комиссары явились в лагерь за Дезе, солдаты, обожавшие своего начальника, их прогнали. Конвент, боявшийся армии, оставил Дезе в покое.
28 мая 1794 года Дезе принимал участие в сражении при Киррвейлере, которое закончилось для французов крайне неудачно.

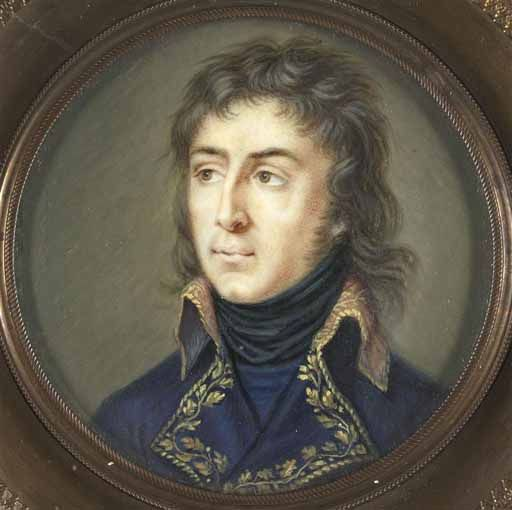
Портрет Дезе

В 1796 году, находясь в армии Моро, Дезе был одним из главных участников знаменитого отступления из Баварии. Затем Дезе укрепился в Келе, остановил армию эрцгерцога Карла и задержал наступление австрийцев до той поры, пока всякая опасность для Моро миновала. После этого он и сам отступил вполне благополучно.
Его военные успехи привели к назначению его исполняющим обязанности главнокомандующего Рейнской армией с 5 марта по 20 апреля 1796 года, затем с 31 января по 19 апреля 1797 года. С 26 октября 1797 года по март 1798 года генерал Дезе был главнокомандующим французской Английской армией.
Подобно многим французским генералам того времени, Дезе восторгался подвигами Бонапарта и, желая попасть под его команду, устроил себе командировку в Итальянскую армию. Очарованный приемом Наполеона, Дезе принял с ним участие в Египетской экспедиции.
В начале кампании Дезе принимал участие во взятии Мальты и затем Александрии. Также он находился и в сражении у Пирамид.
Командуя авангардом, Дезе разбил арабов при Уамбо и, уничтожив войска Мурад-Бея, завоевал большую часть Верхнего Египта. В Египетской армии Дезе пользовался тем же обаянием, как и в Рейнской. Подобно Баярду, его называли рыцарем без страха и упрека. За справедливость и честность подчинённые прозвали его "Sultan-Juste". Наполеон также очень ценил заслуги Дезе и за подвиги в Египте прислал ему саблю при весьма лестном письме. Уезжая во Францию, Наполеон, вместе с Дюроком, хотел взять с собой и Дезе, но последний не мог прибыть вовремя и остался в Египте.
Заключив Эль-Аришский договор с англичанами и турками, Дезе отправился во Францию. Остановившись в Ливорно, он был задержан англичанами и, несмотря на то, что по заключенному договору имел право проезда во Францию, был объявлен военнопленным. Адмирал Кейт назначил на его продовольствие по 1 франку в день. «Я думаю, — сказал он Дезе, — вы, объявившие принцип всеобщего равенства, будете вполне довольны, если я буду кормить вас наравне с солдатами?» — «Я всем доволен, адмирал, — отвечал Дезе, — но я имел в Египте дело с турками, мамелюками, арабами и неграми, и все они держали своё слово, которого не сдержали вы. Единственно, о чём я прошу, это чтобы вы избавили меня от своего присутствия».

Пробыв 30 дней в плену, Дезе явился в армию первого консула, всего за несколько дней до сражения при Маренго. Наполеон сейчас же дал ему две дивизии Буде и Моннье и направил в сторону Генуи, для того чтобы воспрепятствовать австрийским войскам, взявшим Геную, соединиться с главными силами армии Меласа.

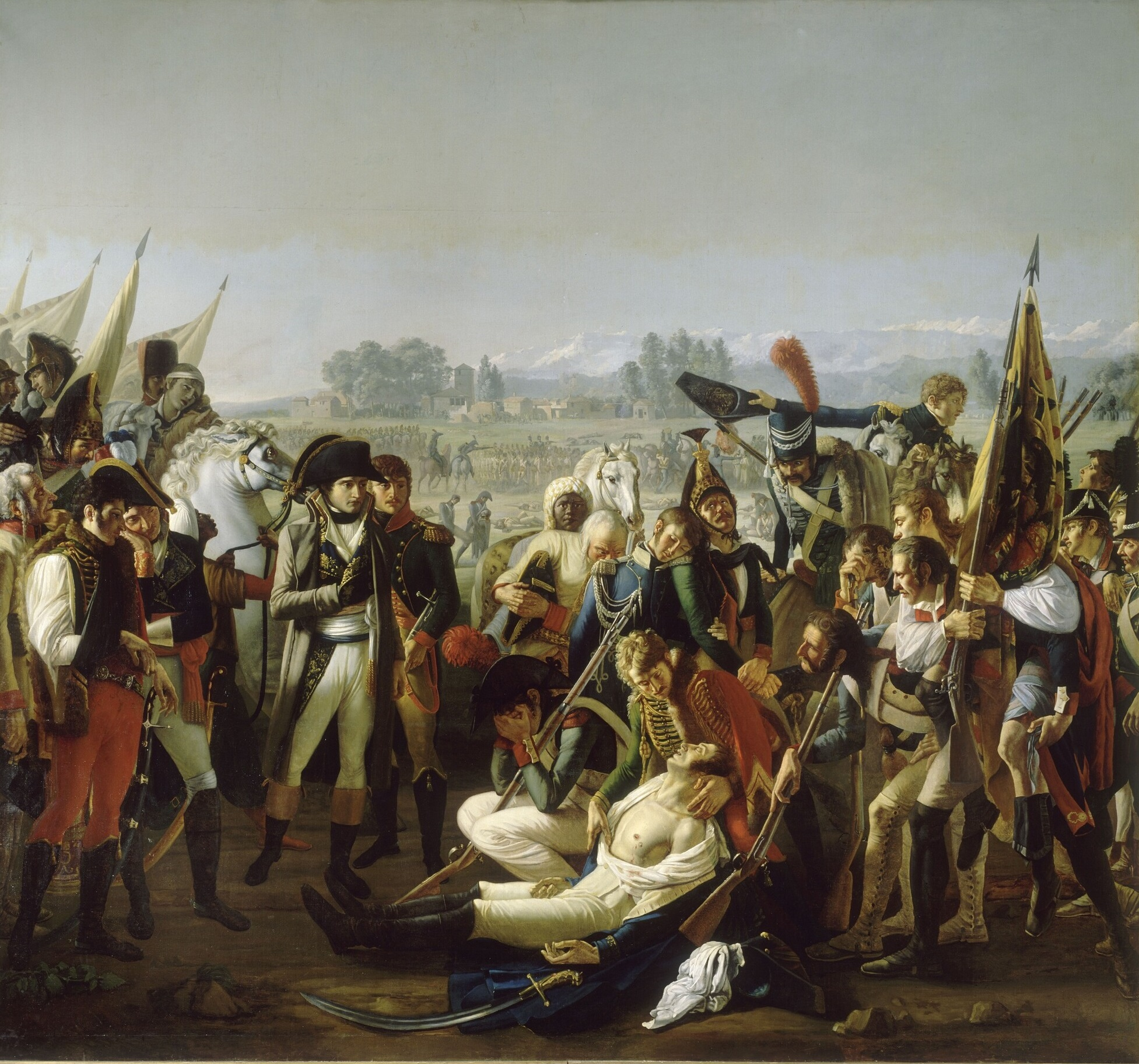
Смерть генерала Дезе.
Картина работы Жана Брока

Дезе был уже на марше, когда до его уха долетела канонада со стороны Маренго. Он сейчас же понял, откуда грозит опасность, и форсированным маршем двинулся на выстрелы. Движение это было как нельзя более кстати. Когда Дезе явился, Бонапарт сказал ему: «Сражение проиграно». — «Это сражение проиграно, — отвечал Дезе, — но теперь всего лишь 3 часа, и у нас есть ещё время, чтобы выиграть другое», и тотчас же отдал приказ о контратаке.

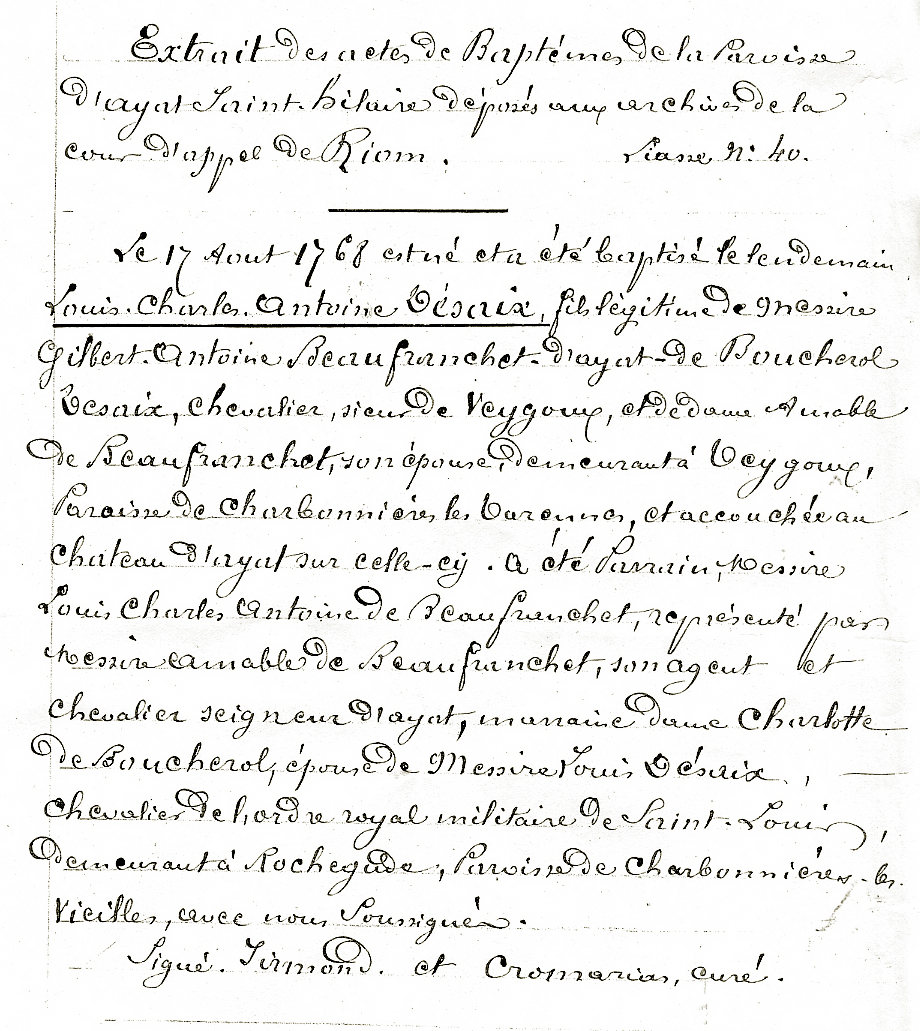
Свидетельство о крещении Дезе.

Дезе двинул на австрийцев свой авангард — 9-ю лёгкую бригаду, и сам возглавил её атаку. Не ожидавшие нового нападения, австрийцы смешались, дрогнули и, побежали. Однако, успех французов был куплен дорогой ценой: они потеряли 7 тысяч человек и самого Дезе. Он был убит пулей в сердце первым же залпом. Его последние слова были: «Скройте от солдат мою смерть, это может помешать успеху». Но он ошибся: узнав о смерти любимого командира, солдаты пришли в такую ярость, что не давали уже пощады австрийцам.
Бонапарт, несмотря на радость победы, был глубоко огорчён смертью Дезе. Он настоял на том, чтобы похороны его были обставлены небывалой торжественностью и приказал похоронить его на вершинах Альп, в монастыре Большой Сен-Бернар. «Пусть Альпы, — сказал он, — служат пьедесталом его памятника и святые отцы — хранителями его могилы». Похороны состоялись 19 июня 1800 года.
В честь Дезе была выбита медаль, ему были поставлены памятники: у Маренго, на том, месте где он пал (австрийцы впоследствии уничтожили этот памятник, его копия установлена в Клермон-Ферране) и на одном из Рейнских островов близ Келя, а также фонтан на площади Дофин в Париже (точно такой же фонтан был сооружён и в городе Рьоме). Впоследствии имя Дезе было выбито и на Триумфальной арке в Париже.

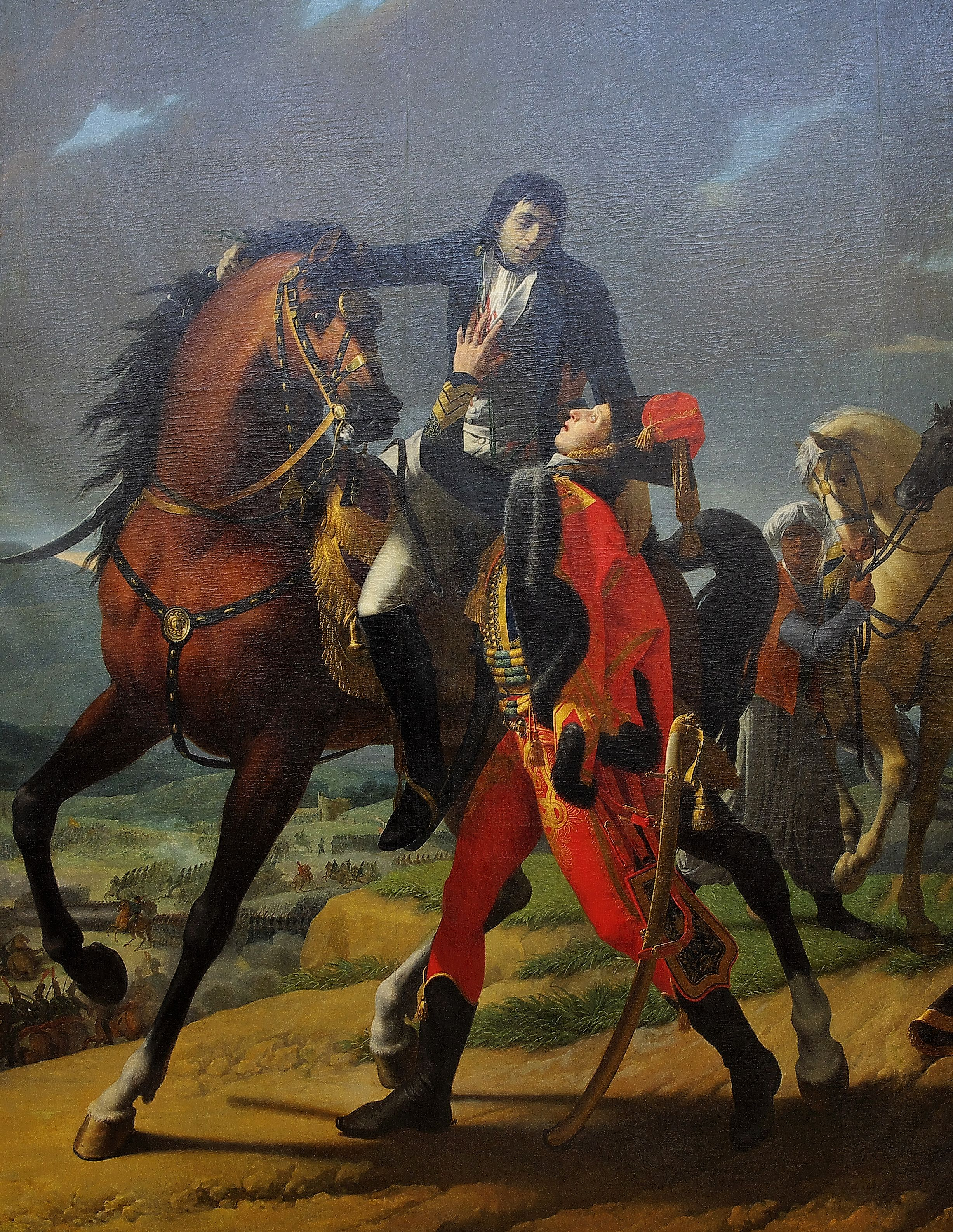
Смерть генерала Дезе.
Картина работы Жан-Батист Реньо

По отзывам современников, Дезе был предан славе для славы и пренебрегал всем прочим. Он жил войной и славой. Богатство и удовольствия жизни не имели для него цены и не отнимали у него ни одной минуты. Он был малого роста, вершком ниже Наполеона, чёрен, одевался всегда небрежно и спал всегда на земле под пушкой, завернувшись в шинель. Бонапарт считал из всех своих генералов того времени самыми даровитыми Дезе и Клебера. По странному совпадению, Дезе и Клебер, под началом которого Дезе служил в Египте, были убиты в один и тот же день и примерно в одно и то же время с точностью до четверти часа.
Изображён на французской почтовой марке 1968 года.

## Образ в кино
- «Наполеон» (немой, Франция, 1927) — актёр Роберт де Ансорена